# 2015 FK37
2015 FK37 est un objet transneptunien, centaure et damocloïde ayant un aphélie de 896 ua, découvert en 2015, mais repéré sur des photos datant de 2014, il n'a pas être observé que lors de son approche dans les régions centrales du système solaire, sa petite taille ne permettant plus de le détecter.